# Rosa Vandellós i Lleixa
Rosa Vandellós i Lleixa (Tortosa, Baix Ebre, 25 de setembre de 1954) és una mestra i política catalana, diputada al Parlament de Catalunya en la IV Legislatura.
Llicenciada en magisteri a l'Escola Normal de Tarragona, ha treballat com a directora d'una escola pública a Deltebre, on fou elegida regidora a les eleccions municipals espanyoles de 1979. El 1976 es va afiliar al Partit Socialista de Catalunya-Congrés, que després es va integrar en el Partit dels Socialistes de Catalunya. D'aquest partit n'ha estat membre de la Secció Interfederacions del PSC-PSOE, secretària de l'Associació Local de la Dona (1988-1992) i elegida diputada per la província de Tarragona a les eleccions al Parlament de Catalunya de 1992. Ha estat vicepresidenta de la Comissió d'Estudi del Pla Hidrològic de les Conques Internes de Catalunya.
El 2006 ha estat coordinadora territorial de l'Institut Català de les Dones a les Terres de l'Ebre. Actualment és professora d'educació primària al CEIP Marcel·lí Domingo de Roquetes.